# Beiers voetbalkampioenschap 1923/24
In 1923/24 werd het veertiende Beiers voetbalkampioenschap gespeeld, dat georganiseerd werd door de Zuid-Duitse voetbalbond. De Noord-Beierse en Zuid-Beierse reeks werden nu samengebracht in één reeks.
1. FC Nürnberg werd kampioen en plaatste zich voor de Zuid-Duitse eindronde. De vijf kampioenen speelden de eindronde in groepsfase en Fürth mocht als zesde club aantreden omdat ze Zuid-Duits bekerwinnaar geworden waren. Nürnberg werd kampioen en Fürth tweede. In de eindronde om de landstitel versloeg Nürnberg BTuFC Alemannia 1890 Berlin met 1:6, Duisburger SpV met 3:1 en won de finale met 2:0 van Hamburger SV.
De Deutsche Turnerschaft besliste dat turnclubs en voetbalclubs niet meer onder één dak mochten zitten waardoor een aantal clubs zich splitsen. 

De voetbalafdeling van TuSpV Jahn München werd FC Bayern 1900 München. 

De voetbalafdeling van MTV Fürth werd zelfstandig als VfR Fürth. 

De voetbalafdeling van TV 1847 Augsburg werd zelfstandig als SV Schwaben Augsburg. 

## Bezirksliga
| Plaats | Club                 | Wed. | W | G | V  | Saldo | Ptn.  |
| ------ | -------------------- | ---- | - | - | -- | ----- | ----- |
| 1.     | 1. FC Nürnberg       | 14   | 9 | 2 | 3  | 27:8  | 20:8  |
| 2.     | SpVgg Fürth          | 14   | 6 | 3 | 5  | 27:20 | 15:13 |
| 3.     | FC Bayern München    | 14   | 7 | 1 | 6  | 36:31 | 15:13 |
| 4.     | FV 1920 Nürnberg     | 14   | 5 | 5 | 4  | 21:21 | 15:13 |
| 5.     | SV 1860 München      | 14   | 5 | 4 | 5  | 24:21 | 14:14 |
| 6.     | FC Wacker München    | 14   | 6 | 2 | 6  | 21:25 | 14:14 |
| 7.     | VfR Fürth            | 14   | 6 | 1 | 7  | 23:31 | 13:15 |
| 8.     | SV Schwaben Augsburg | 14   | 2 | 2 | 10 | 24:46 | 6:22  |

|  | Kampioen, geplaatst voor Zuid-Duitse eindronde        |
|  | Geplaatst voor Zuid-Duitse eindronde als bekerwinnaar |
|  | Degradatie                                            |

## Kreisliga

### Promotie-eindronde
| Plaats | Club                  | Wed. | W | G | V | Saldo | Ptn.  |
| ------ | --------------------- | ---- | - | - | - | ----- | ----- |
| 1.     | FC Teutonia München   | 8    | 5 | 2 | 1 | 23:15 | 12:04 |
| 2.     | FC Franken Nürnberg   | 8    | 5 | 0 | 3 | 18:07 | 10:06 |
| 3.     | SV Schwaben Ulm       | 8    | 4 | 2 | 2 | 11:09 | 10:06 |
| 4.     | SpVgg-ESV 1903 Weiden | 8    | 2 | 2 | 4 | 10:15 | 06:10 |
| 5.     | 1.FC 1909 Michelau    | 8    | 1 | 0 | 7 | 07:23 | 02:14 |

|  | Promotie                       |
|  | Play-off tweede promotieplaats |

Play-off
|  |                 |       |                     |  |
|  | SV Schwaben Ulm | 2 - 1 | FC Franken Nürnberg |  |
|  |                 |       |                     |  |